# Asksjön (Björketorps socken, Västergötland)
Asksjön är en sjö i Härryda kommun i Västergötland och ingår i Kungsbackaåns huvudavrinningsområde. Sjön är 7 meter djup, har en yta på 0,034 kvadratkilometer och är belägen 99,7 meter över havet.